# مارزپتونی مانوکیان
مارزپتونی هامویی مانوکیان (ارمنی: Մարզպետունի Համոյի Մանուկյան؛ زادهٔ ۲۶ آوریل ۱۹۶۴) یک مهندس و سیاستمدار اهل ارمنستان است که از تاریخ ۲۰۰۷ تا تاریخ ۲۰۱۲ سمت نمایندگی دوره چهارم مجلس ملی جمهوری ارمنستان را برعهده داشت.

## زندگی‌نامه
در ۲۶ آوریل ۱۹۶۴ در واردنیک به دنیا آمد و از دانشگاه دولتی علوم پرورشی خاچاطور آبوویان ارمنستان فارغ‌التحصیل شد. 

## یادداشت
1. ↑  ՀՀ Ազգային Ժողովի «Օրինաց երկիր» խմբակցության քարտուղար